# 사냥개자리
사냥개자리(Canes Venatici)는 북쪽 하늘의 작은 별자리이다. 이 별자리는 목동자리가 쥐고 있는 끈에 묶인 두 마리의 개(Chara, Asterion)를 나타낸다.
동아시아의 별자리로는 태미원의 '낭장' 별자리에 해당된다.

## 특징
사냥개자리는, 큰개자리, 작은개자리와 함께, 개를 나타내는 별자리 중 하나이다.
동아시아의 별자리에서는, '천구', '구', '구국'의 별자리가 개의 의미를 갖고 있다.

## 별과 천체
- 가장 밝은 별은 사냥개자리 α²(α² CVn)이다. '코르 카롤리(Cor Caroli)'라는 별칭이 있는데, 에드먼드 헬리가 영국의 왕인 찰스 1세(또는 왕의 아들인 찰스 2세)를 기념하여 붙였다. 밝기는 2.90 등급이다.

- 사냥개자리 Y 별(La Superba)은 반 규칙적인 변광성으로, 158 일 정도의 주기로 4.7 등급에서 6.2 등급까지 변화한다. 이 별은 탄소로 되어 있는 별이며, 검붉은 색을 띠는 것으로 유명하다.

- 사냥개자리 AM 별은, 매우 푸른 별로, 밝기는 14 등급이다. 이 별은 격변 변광성(cataclysmic variable stars)이라는 특수한 별의 원형으로, 동반성은 주계열성이 아닌 백색왜성이다.

- 사냥개자리 RS 별은, 활발한 채층을 갖고 광학적으로 변동되는 특수한 이중성의 원형이다.

### 어두운 천체들
사냥개자리에는 네 개의 은하계를 포함한 많은 메시에 천체들이 있다.
- M51 (NGC 5194, 소용돌이 은하:Whirlpool Galaxy)
- NGC 5195 - 정면을 향한 작은 막대나선은하. 이 은하는 1845년 최초로 밝혀진 나선은하이며, 발견자는 로스(Lord Ross)이다.
- M63 (NGC 5055, 해바라기 은하:Sunflower Galaxy) - 나선은하이다.
- M94 (NGC 4736) - 나선은하이다.
- M106 (NGC 4258) - 나선은하이다.
- M3 (NGC 5272) - 구상성단으로, 지름이 18'이며, 밝기는 6.3 등급으로, 쌍안경으로 관측이 가능하다.
- TON 618 - 182억 광년 떨어져있는 퀘이사로 머리털자리와 사냥개자리의 경계부근에 위치해있다. 퀘이사의 초대질량 블랙홀은 그 질량이 660억 태양질량으로 지금까지 밝혀진 블랙홀 중에서 3번째로 큰 블랙홀이다.

M51 나선은하. 왼쪽의 작은 은하는 NGC 5195이다.
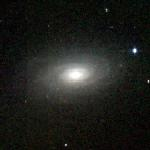
M63 나선은하
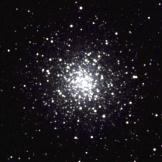
M3 구상성단

## 신화와 역사
이 별자리는 요하네스 헤벨리우스가 17세기에 도입하였다. 사냥개자리는 목동자리의 일부분이었는데, 처음에 그리스에서는 곤봉(그리스어:Κολλοροβος)으로 묘사되었다. 이러한 내용이 수록된 《알마게스트》가 아랍에 전해져 아랍어로 번역될 때에 아랍인들이 정확한 의미를 알지 못하고 비슷해 보이는 단어로 옮겨적으면서 목동의 구부러진 지팡이가 되었고, 이것이 다시 유럽에서 번역되면서 발음이 비슷한 '개'로 오역, 요하네스 헤벨리우스의 시대에까지 그대로 전해지게 되었다.
두 사냥개 중 북쪽의 것은 아스테리온(Asterion)이라 하는데, 경우에 따라서는 독립된 별자리로 간주되기도 한다. 남쪽의 개는 카라(Chara)라고 한다.